# Dolní Rychnov
Dolní Rychnov là một làng thuộc huyện Sokolov, vùng Karlovarský, Cộng hòa Séc.